# Demeanivka, Nîjni Sirohozî
Demeanivka (în ucraineană Дем'янівка) este o comună în raionul Nîjni Sirohozî, regiunea Herson, Ucraina, formată numai din satul de reședință.

## Demografie
Componența lingvistică a comunei Demeanivka
     Ucraineană (91,67%)
     Rusă (7,55%)
     Alte limbi (0,79%)
Conform recensământului din 2001, majoritatea populației comunei Demeanivka era vorbitoare de ucraineană (91,67%), existând în minoritate și vorbitori de rusă (7,55%).